# Liuzhou
Liuzhou (cinese: 柳州; pinyin: Liǔzhōu; zhuang: Louxcou) è una città-prefettura nel centro nord della regione autonoma di Guangxi Zhuang, nel sud della Cina. Ha una popolazione di 1,4 milioni di abitanti con un'area di 5.250 km².

## Geografia fisica
Liuzhou si trova sulle rive del fiume Liu, approssimativamente 255 km da Nanning, la città principale del Guangxi. Dista 3.535 km da Pechino, 2.033 da Shanghai e 727 da Hong Kong. Liuzhou è la prima città attraversata dal fiume Liu. Pertanto, l'acqua qui è abbastanza pulita e nuotare nel fiume è una tradizione per i cittadini.

## Storia
Liuzhou ha una storia di più di 2100 anni. La città fu fondata nel 111 a.C. quando era conosciuta come Tanzhong. Nel 742 fu conosciuta come Longcheng (Città del Drago), prima di cambiare finalmente il nome in Liuzhou nel 1736. È famosa per la storia e la cultura designata dal Consiglio di Stato della Repubblica Popolare Cinese. La figura storica più famosa è Liu Zongyuan (773-819), poeta e politico durante la dinastia Tang che morì in questa città.

## Economia
Liuzhou è la seconda città più grande del Guangxi ed il maggior centro industriale della provincia. Secondo le statistiche pubblicate dal governo, nel 2004 il PIL della città è stato di 40,40 milioni di Yuan.

### Turismo
Come per la maggior parte del Guangxi, il paesaggio intorno Liuzhou è un mix di colline, picchi di montagne, caverne e scenari carsici. È la sede ideale per l'esplorazione dei piccoli villaggi nell'area.

### Gastronomia
Un tipico piatto di Liuzhou è il Luosifen.

## Amministrazione

### Gemellaggi
- Muntinlupa
- Cincinnati
- Passavia